# Diest
Diest – miasto w Belgii, w Regionie Flamandzkim, w prowincji Brabancja Flamandzka, w okręgu Leuven. 1 stycznia 2024 roku liczyło 24 971 mieszkańców.
W mieście rozwinął się przemysł piwowarski.

## Podział administracyjny
W skład miasta wchodzi pięć dzielnic (deelgemeente):
- Deurne
- Kaggevinne
- Molenstede
- Schaffen
- Webbekom

## Współpraca
Miejscowości partnerskie:
- Breda, Niderlandy
- Buren, Niderlandy
- Dillenburg, Niemcy
- Orange, Francja
- Steenbergen, Niderlandy

## Galeria

Diest
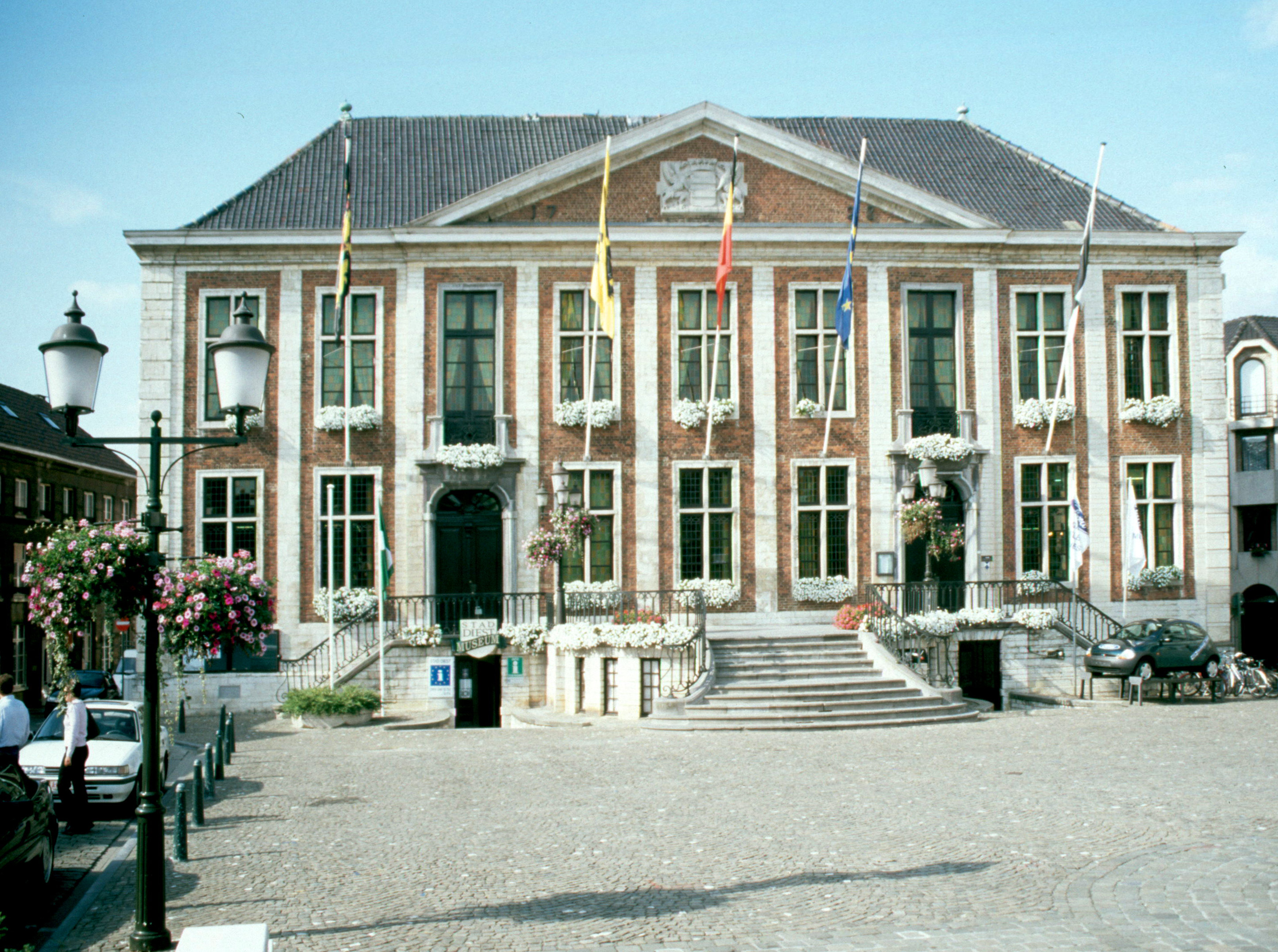
Ratusz
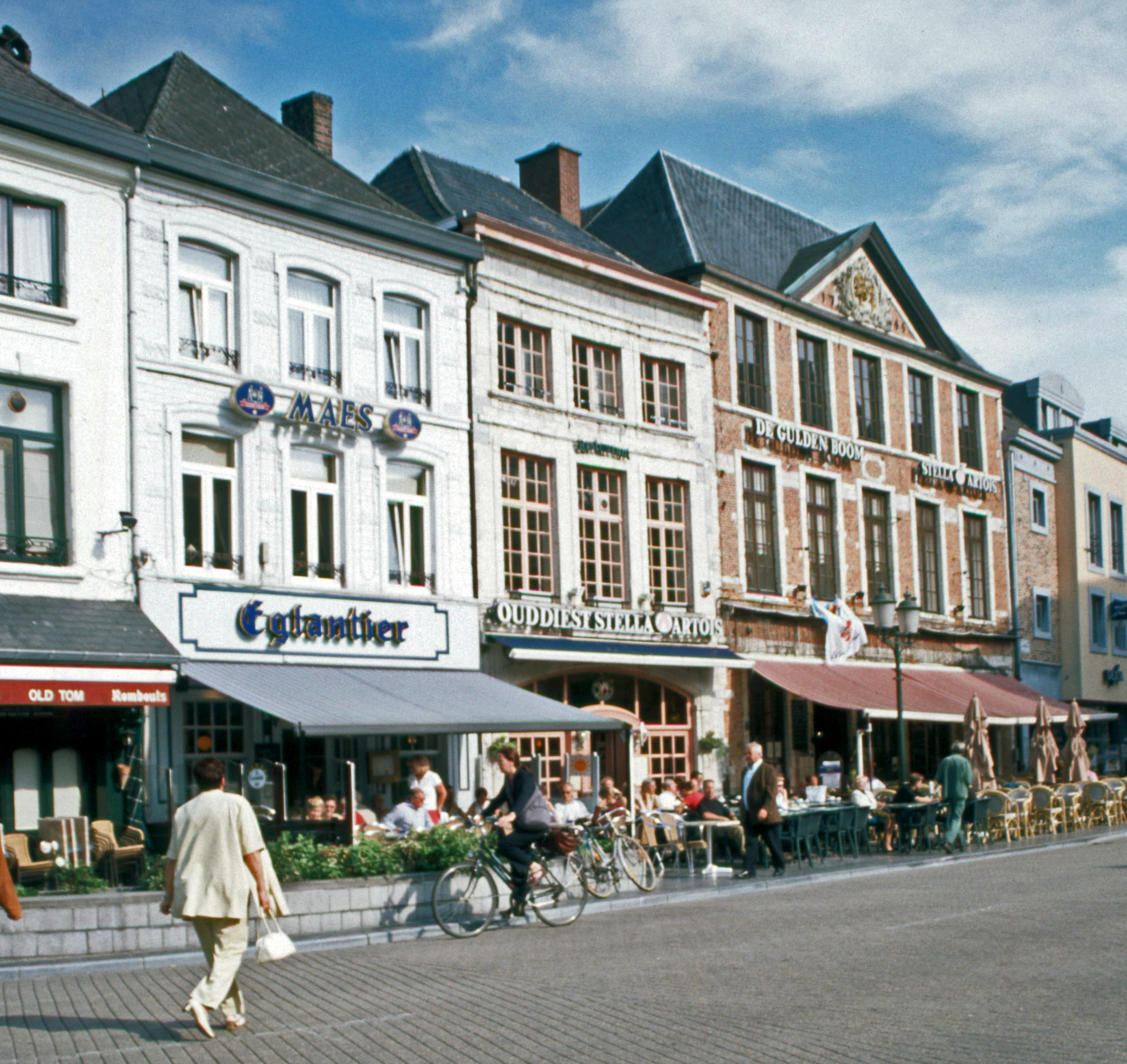
Rynek
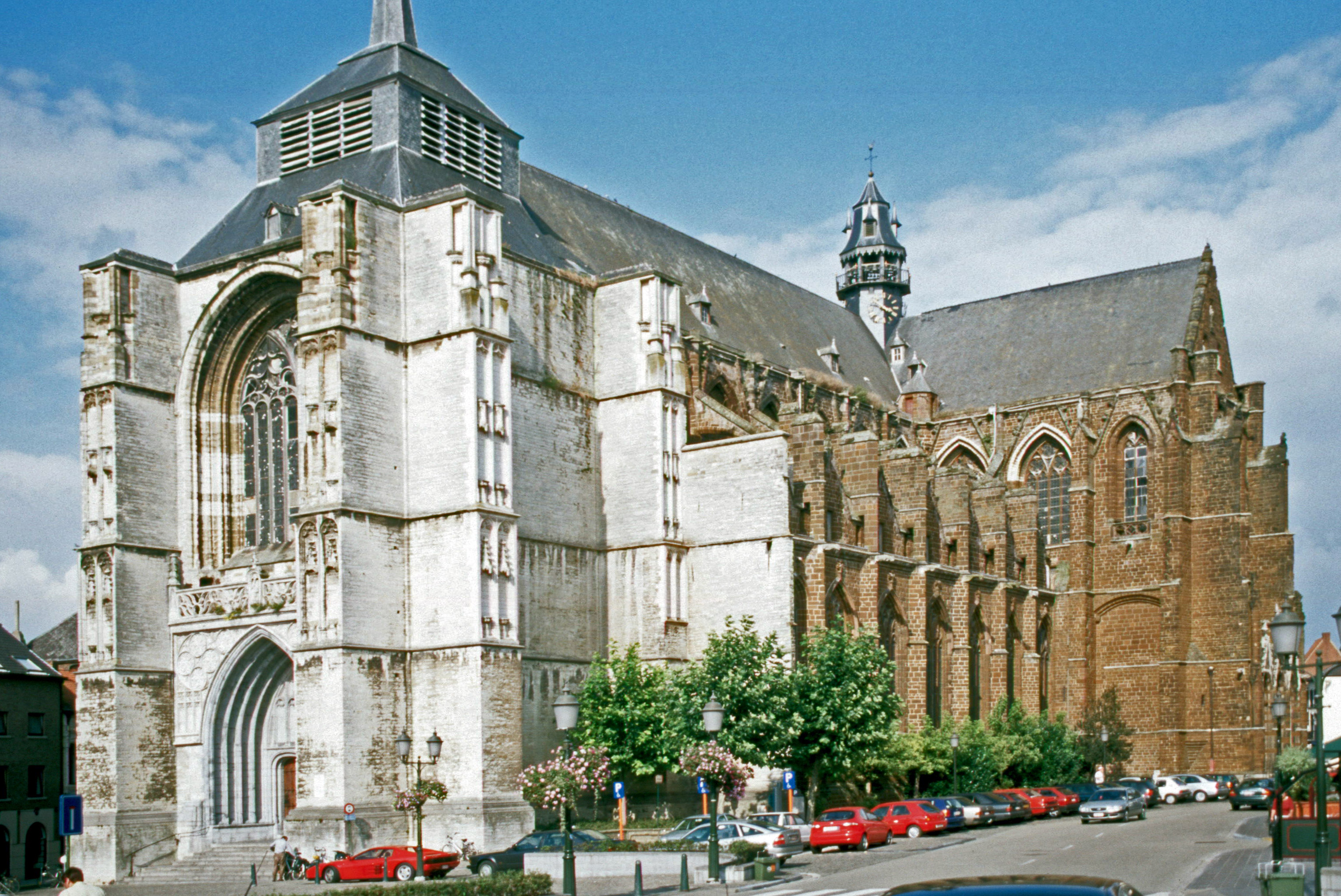
Kościół św. Sulpicjusza (Sint-Sulpitius)
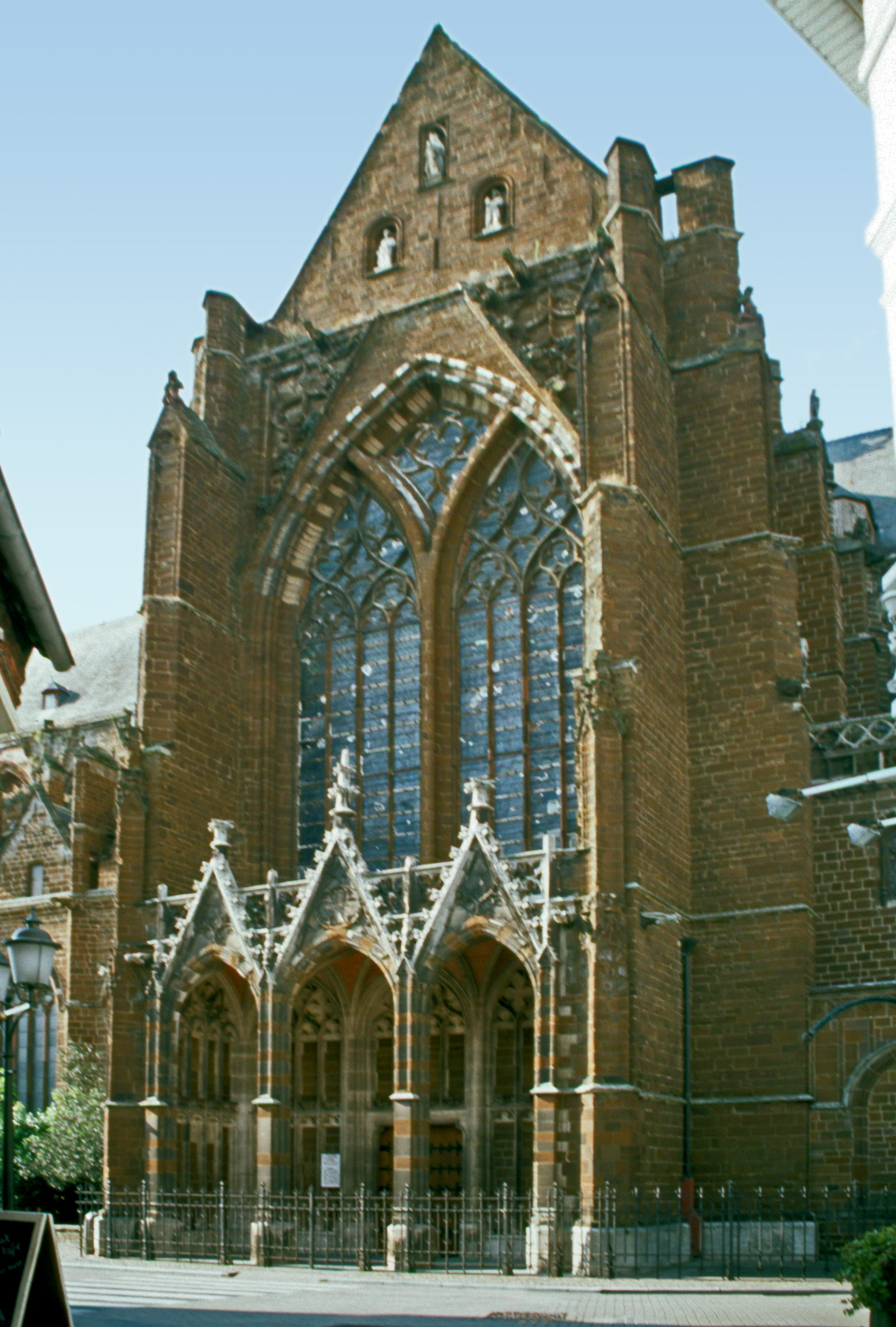
Kościół św. Sulpicjusza (Sint-Sulpitius)
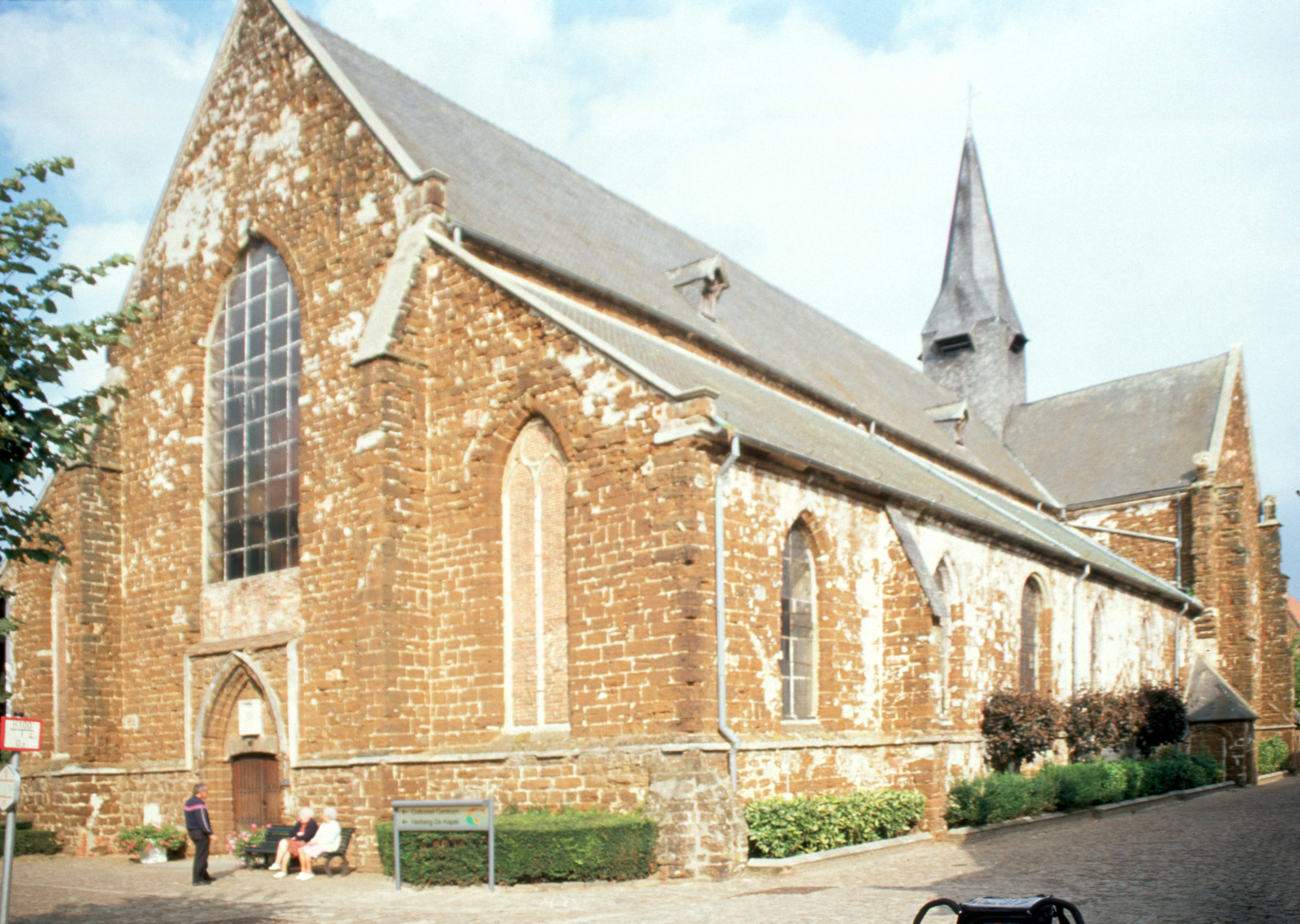
Kościół św. Katarzyny (Sint-Catharina)
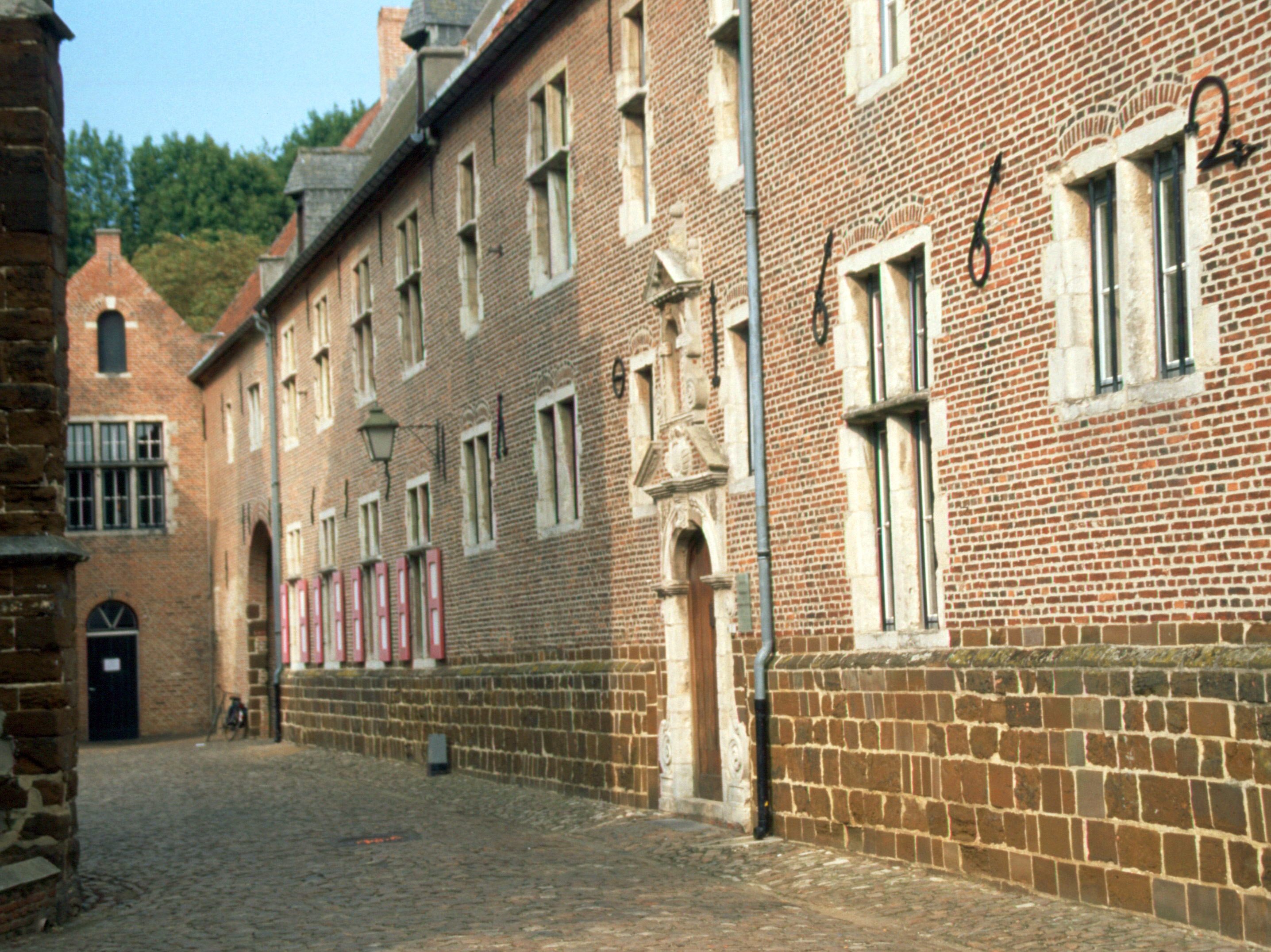
Beginaż
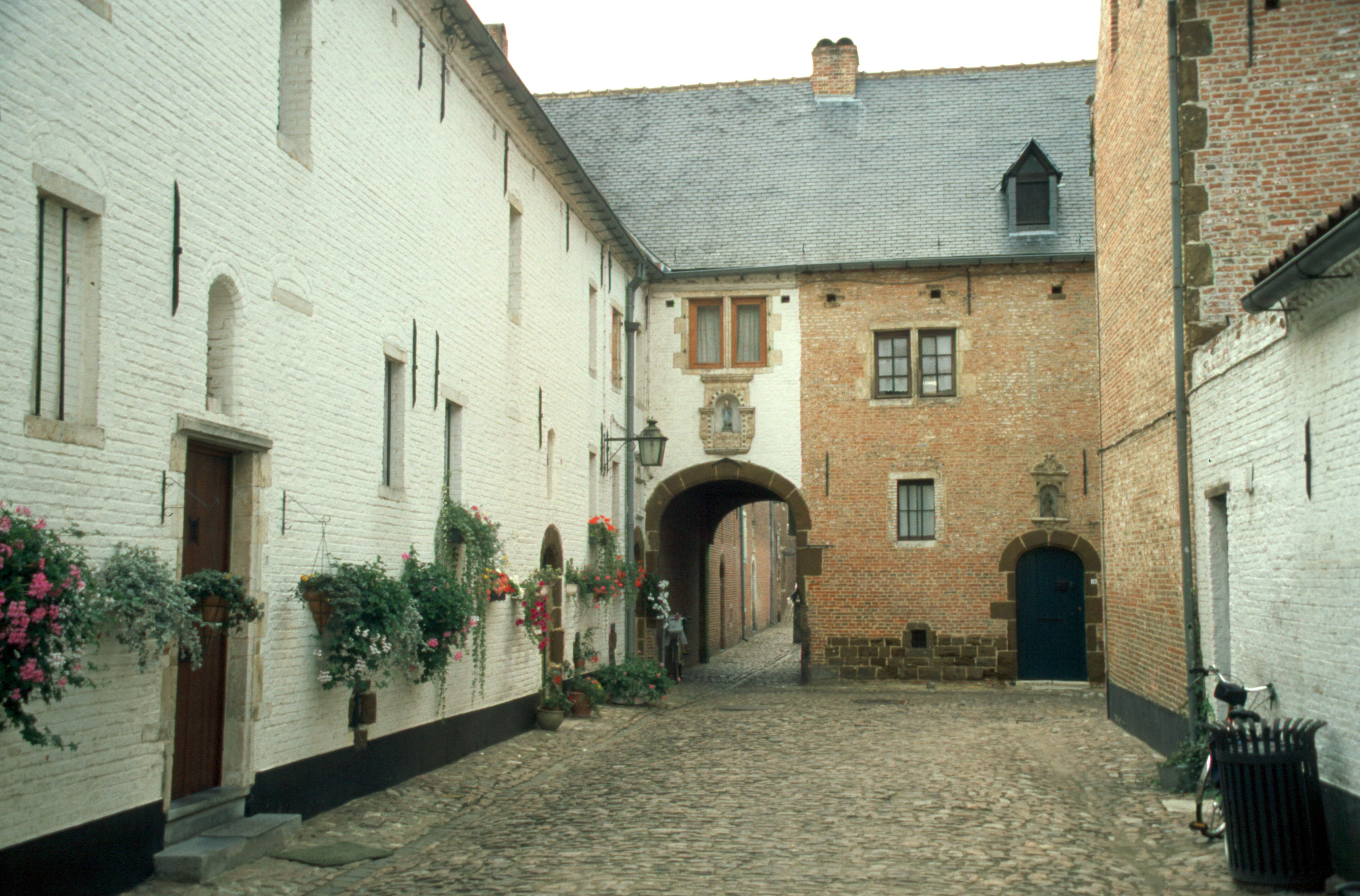
Beginaż
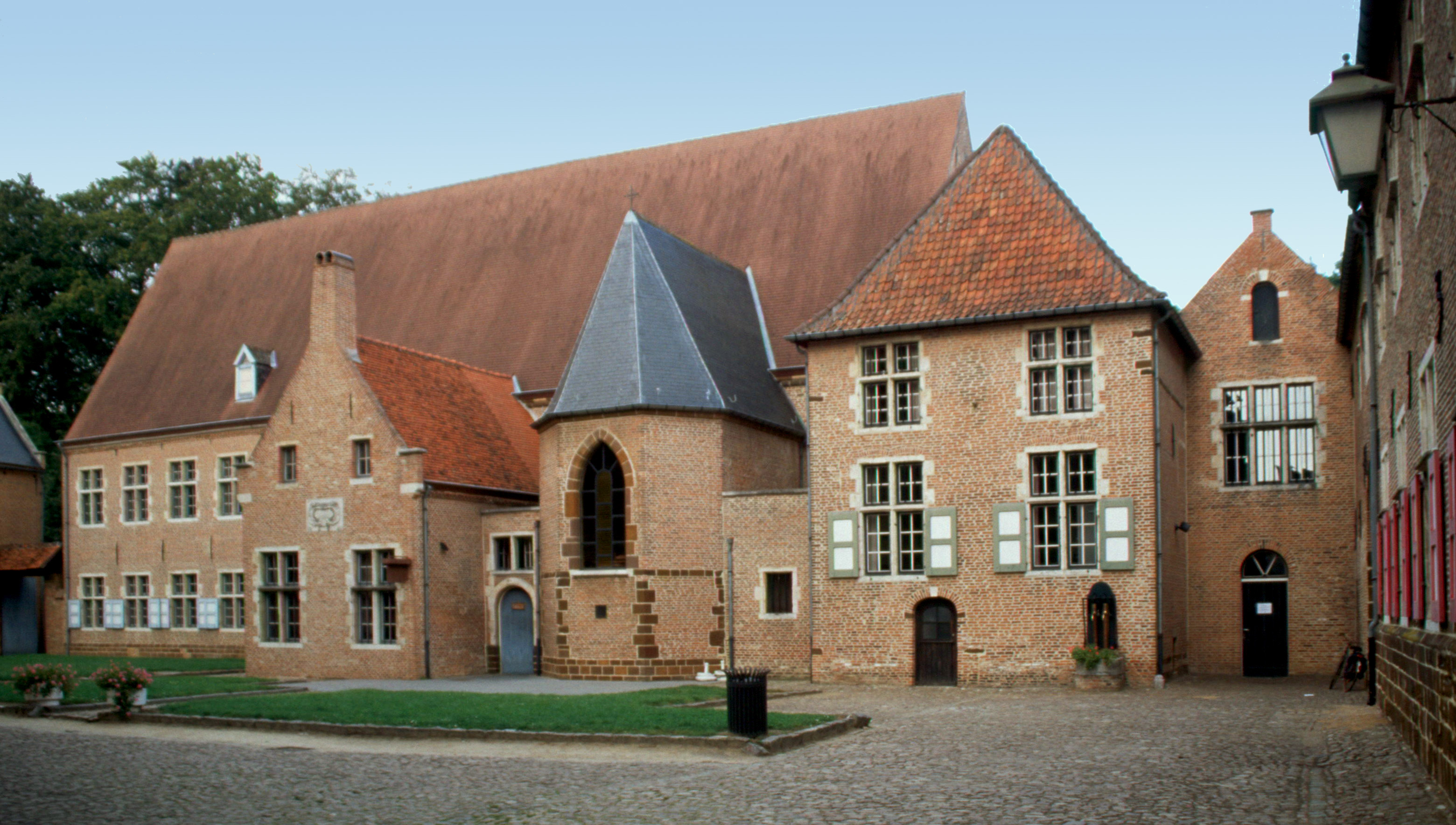
Beginaż
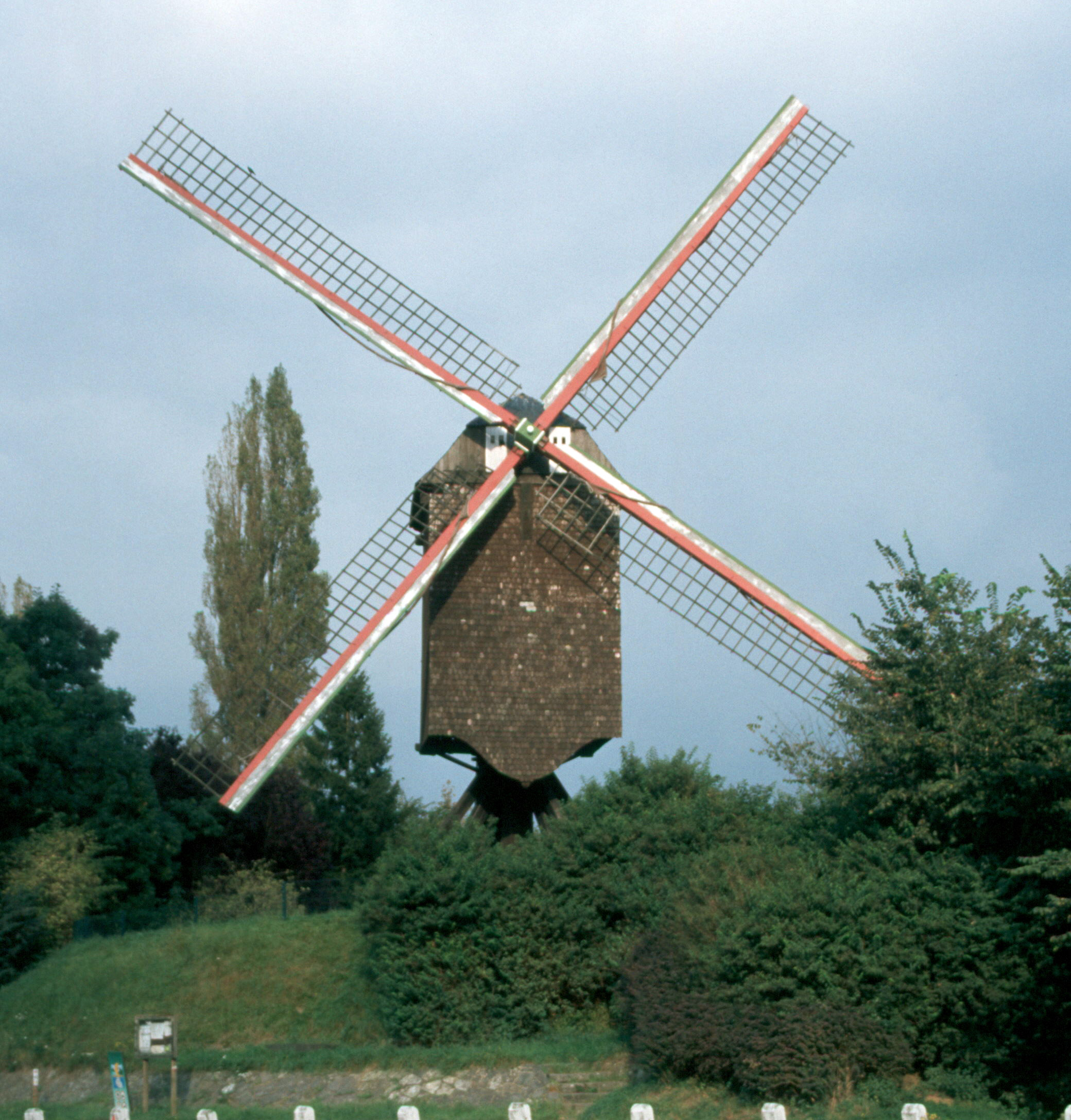
Wiatrak